# Hans Buchner
Hans Ernst August Buchner, född 16 december 1850 i München, död där 5 april 1902, var en tysk läkare och hygieniker; bror till Eduard Buchner.
Buchner var först militärläkare och blev 1892 professor och föreståndare för det av Max von Pettenkofer inrättade hygieniska institutet vid Münchens universitet. Hans första arbeten var rent bakteriologiska, men från och med 1889 studerade han huvudsakligen organismens naturliga motståndsförmåga mot infektionsalstrande mikrober, särskilt blodets och blodserums bakteriedödande förmåga, vilken han förklarade såsom beroende på alstringen av enzymartade alexiner och antitoxiner, och hans arbeten inom detta område fick stor betydelse för immunitetslärans utveckling.